# Гілбі (Північна Дакота)
Гілбі (англ. Gilby) — місто (англ. city) в США, в окрузі Гранд-Форкс штату Північна Дакота. Населення — 243 особи (2020).

## Географія
Гілбі розташоване за координатами 48°5′1″ пн. ш. 97°28′4″ зх. д. / 48.08361° пн. ш. 97.46778° зх. д. (48.083701, -97.467703).  За даними Бюро перепису населення США в 2010 році місто мало площу 0,44 км², уся площа — суходіл.

## Демографія
Згідно з переписом 2010 року, у місті мешкало 237 осіб у 98 домогосподарствах у складі 68 родин. Густота населення становила 534 особи/км².  Було 110 помешкань (248/км²).
Расовий склад населення:
| - 94,5 % — білих - 1,7 % — осіб інших рас |

До двох чи більше рас належало 3,8 %. Частка іспаномовних становила 7,6 % від усіх жителів.
За віковим діапазоном населення розподілялося таким чином: 25,3 % — особи молодші 18 років, 66,3 % — особи у віці 18—64 років, 8,4 % — особи у віці 65 років та старші. Медіана віку мешканця становила 40,1 року. На 100 осіб жіночої статі у місті припадало 100,8 чоловіків;  на 100 жінок у віці від 18 років та старших — 105,8 чоловіків також старших 18 років.
Середній дохід на одне домашнє господарство  становив 54 375 доларів США (медіана — 48 500), а середній дохід на одну сім'ю — 74 383 долари (медіана — 61 250). Медіана доходів становила 47 679 доларів для чоловіків та 41 250 доларів для жінок. За межею бідності перебувало 12,1 % осіб, у тому числі 5,7 % дітей у віці до 18 років та 30,0 % осіб у віці 65 років та старших.
Цивільне працевлаштоване населення становило 117 осіб. Основні галузі зайнятості: сільське господарство, лісництво, риболовля — 20,5 %, освіта, охорона здоров'я та соціальна допомога — 15,4 %, транспорт — 12,0 %, роздрібна торгівля — 11,1 %.